# Припятские болота (операция)
Операция «Припятские болота» (нем. Pripjat-sümpfe) — карательная операция, проводившаяся на территории БССР с 19 июля по 31 августа 1941 года и осуществлявшаяся немецкими войсками. Операция была направлена против подразделений Красной Армии, попавших в окружение, партизан и местного населения на территории Брестской, Пинской, Полесской и Минской областей.
В ходе операции происходило массовое истребление мирного населения. В донесении группенфюрера СС Эриха фон дем Баха от 13 августа 1941 года указывалось 13 788 граждан и 714 советских военнопленных, убитых в ходе проведения операции.

## История
Операцию санкционировал рейхсфюрер СС Генрих Гиммлер. Руководителем операции стал группенфюрер СС Эрих фон дем Бах, в его распоряжении была 1-я кавалерийская бригада СС, 162-я пехотная дивизия и 252-я пехотная дивизия вермахта. Операция охватывала Пружанский, Коссовский, Барановичский, Ляховичиский, Ганцевический, Ивачевичский, Пинский, Дрогичинский, Ивановский районы.
В январе 1942 в распоряжение штаба 4-й ударной армии Калининского фронта попал немецкий архив, полученный в ходе Торопецко-Холмской наступательной операции, где были пометки командиров полков кавалерийской бригады СС о проведении «усмирительной» операции. Документы были доложены командующему 4-й ударной армией А. И. Еременко, а после изучения отчётов было принято решение отправить документы в СВГК.
27 апреля 1942 года Наркомом иностранных дел Вячеславом Молотовым была адресована нота всем странам, не воющим с СССР, в которой указывалась особая жестокость при проведении «усмирительных» операций.

## Ход действий и карательные действия оккупационных войск
19 июля 1941 года кавалерийские полки СС были назначены под командование Эриха фон Баха для выполнения действий, проходивших в два этапа.
28 июля начались первые карательные действия в сторону гражданского населения в Барановичском районе;
3 августа в Хомске несколько кавалеристов СС провели акт мародёрства, а после расстреляли мирных жителей.
Вскоре после этого Гиммлер приказал сформировать кавалерийскую бригаду СС под командованием Германа Фегелейна из 1-го и 2-го кавалерийских полков СС. Также Гиммлер приказал фон дем Баху представить ему военный план операции по уничтожению.
«Специальный приказ» Гиммлера от 28 июля 1941 г. приказал фон дем Баху жестоко истребить население Припятского болотного района «с неприязненным отношением к немцам» — расстреливать мужчин, депортировать женщин и детей, конфисковывать скот и продукты питания, сжигать жилища. С другой стороны, население, «проявляющее приятное отношение к немцам», следовало «пощадить» и даже частично вооружить. Приказ Гиммлера об операции был передан Фегелейну через бригадефюрера СС Курка Кноблауха, который встретился с ним и Бах-Зелевским 28 июля в их новой квартире в Ляховичах в Белоруссии. Фегелейн разделил территорию на две части, разделенные рекой Припять, при этом 1-й полк занял северную половину, а 2-й полк— южную сторону.
Полки продвигались с востока на запад через назначенную им территорию и ежедневно представляли отчеты о количестве убитых и взятых в плен людей.
Гиммлер уведомил Фегелейна телеграммой 1 августа, что количество убитых на данный момент слишком мало. Женщин и детей нужно было загнать в болота и утопить. В отчете 2-го кавалерийского полка СС сообщалось, что данный способ не дал ожидаемого результата, поскольку болота оказались недостаточно глубокими, чтобы люди утонули.

### Первый этап
Войска 1-го кавалерийского полка СС продвинулись из Барановичей в направлении Ляховичи — Ганцавичи — Барановичи — Ивацевичи — Берёза — Пружаны, и «прочесали» территорию на юг, юго-восток и юго-запад до реки Припять.
Войска 2-го кавалерийского полка СС продвигались из Луцка по направлениям Драгичин — Иванаво и Сарны — Лунинец — Пинск и обыскивали территорию к югу и северу от реки Припять, пока не вступили в контакт с 1-м кавалерийским полком СС.
Координируя движение 2-го кавалерийского полка СС, айнзатцгруппа Б провела массовое истребление еврейского населения в Пинске.

### Второй этап
Войска кавалерийской бригады СС продвинулись от начального рубежа железной дороги Барановичи — Лунинец на восток, ведя «зачистку» правого и левого берегов реки Припять. На этом этапе 2-й полк сражался с одним или двумя батальонами советских регулярных и нерегулярных войск 21 августа 1941 года возле Турова. По сообщению от 29 августа, потери бригады составили 23 убитых и раненых, потери советских войск — от 600 до 700 убитыми и 10 пленными.

## Итог операции
Были сожжены деревни Хотыничи — убито 73 человека, Запесочье — 300 человек, Погост — 69 человек, Рыча — 26 человек, Сторожовцы — 30 человек, Черничи — 40 человек, Великая Гать — 123 убитых, Святая Воля — 436, Осташковичи — 120 человек убитыми, Славень — 72 человека, Чадель — 38 человек. Только в Пинске за один день было уничтожено более 3000 мирных жителей.
Всего убито более 15 тысяч человек. Под командованием Фегелейна были проведены одни их первых акций Холокоста на территории СССР.